# Zigoneni, Argeș
Zigoneni este un sat în comuna Băiculești din județul Argeș, Muntenia, România. Se află în partea de central-vestică a județului, în Dealurile Argeșului, pe malul stâng al Argeșului.